# Yassine Essid
Yassine Essid (arabe : ياسين الصيد), de son nom complet Mohamed Yassine Essid, né le 7 février 1950, est un historien, islamologue et universitaire tunisien spécialiste du Moyen Âge.

## Biographie
Après des études à la faculté des sciences humaines et sociales de Tunis, il obtient un doctorat d'État en histoire de l'université Paris-Sorbonne en 1988. Professeur à la faculté des sciences humaines et sociales de Tunis et ancien doyen de la faculté des lettres et sciences humaines de Sfax, il est l'auteur de plusieurs ouvrages et articles qui portent sur l'histoire de la pensée économique arabe. Ses travaux traitent aussi l'histoire de l'alimentation en Tunisie et au Maghreb.
Professeur invité dans plusieurs universités nord-américaines et européennes, il est président du Groupe d'études et de recherches interdisciplinaires sur la Méditerranée et membre d'autres sociétés savantes et membre de la rédaction du site Kapitalis.

## Publications
- Yassin Essid, At-Tadbîr/Oikonomia : pour une critique des origines de la pensée économique arabo-musulmane, Tunis, T.S., 1993, 351 p. (ISBN 978-9973972903).
- Ibn 'Alî al-Dimashqî (en) (trad. Yassine Essid et Youssef Seddik), Éloge du commerce, Carthage, Arcanes, 1994, 169 p. (ISBN 978-9973972965).
- (en) Yassine Essid, A critique of the origins of Islamic economic thought, Leyde, Brill, 1995, 257 p. (ISBN 978-9004100794).
- Épîtres d'Avicenne et de Bryson, Carthage, MC-Éditions, 1996 (avec Youssef Seddik).
- Youssef Seddik et Yassine Essid, Dictionnaire historique de la pensée arabe et musulmane, Carthage, MC-Éditions, 1998, 312 p. (ISBN 978-9973807021).
- Yassine Essid, Alimentation et pratiques de table en Méditerranée, Paris, Maisonneuve et Larose, 2000, 291 p. (ISBN 978-2706814648).
- (ar) Youssef Seddik et Yassine Essid, عبقرية التجارة في أرض الإسلام [« Le Génie du commerce en terre d'Islam »], Carthage, MC-Éditions,‎ 2008 (ISBN 978-9973807755).
- William D. Coleman et Yassine Essid, Deux Méditerranées : les voies de la mondialisation et de l'autonomie, Laval, Presses de l'Université Laval, 2010, 483 p. (ISBN 978-2763789491)[7]
- Yassine Essid, Chronique d'une révolution inachevée : 17 décembre 2010--23 octobre 2011, Carthage, MC-Éditions, 2012, 249 p. (ISBN 978-9938807516).
- Yassine Essid, La face cachée de l'islamisation : la banque islamique, La Tour-d'Aigues, L'Aube, 2015, 176 p. (ISBN 978-2815913799)[8],[9].